# Notonecta lunata
Notonecta lunata är en insektsart som beskrevs av Hungerford 1926. Notonecta lunata ingår i släktet Notonecta och familjen ryggsimmare. Inga underarter finns listade i Catalogue of Life.